# Giro di Lombardia 1937
Il Giro di Lombardia 1937, trentatreesima edizione della corsa, si svolse il 23 ottobre 1937 su un percorso di 252 km con partenza e arrivo a Milano. Fu vintodall'italiano Aldo Bini, giunto al traguardo con il tempo di 7h34'05" alla media di 33,297 km/h precedendo i connazionali Gino Bartali e Aimone Landi. Conclusero la prova, organizzata dalla Gazzetta dello Sport, 25 dei 98 ciclisti al via.

## Percorso
Dopo il via da Milano, la corsa attraversò nell'ordine Nerviano, Legnano, Busto Arsizio, Gallarate, Sesto Calende, Besozzo (km 70), Cittiglio, Grantola (km 89), Cunardo, Ghirla, Induno Olona (km 107), Viggiù, Cantello, Olgiate Comasco, San Fermo della Battaglia, Como (km 145), Erba, Asso (km 168), Onno, Bellagio con la salita alla Madonna del Ghisallo dal lato più ripido, Magreglio, di nuovo Asso, Canzo e da qui tutta la Brianza per rientrare, via Desio, a Milano. Il traguardo era posto al Velodromo Vigorelli.

## Ordine d'arrivo (Top 10)
| Pos. | Corridore         | Squadra      | Tempo    |
| ---- | ----------------- | ------------ | -------- |
| 1    | Aldo Bini         | Bianchi      | 7h34'05" |
| 2    | Gino Bartali      | Legnano      | a 3'55"  |
| 3    | Aimone Landi      | G. Corridoni | s.t.     |
| 4    | Severino Canavesi | Ganna        | s.t.     |
| 5    | Pietro Rimoldi    | Ganna        | s.t.     |
| 6    | Carlo Romanatti   | Bianchi      | s.t.     |
| 7    | Pierino Favalli   | Legnano      | a 8'00"  |
| 8    | Adriano Vignoli   | Maino        | s.t.     |
| 9    | Cesare Del Cancia | Ganna        | s.t.     |
| 10   | Luigi Macchi      | S.C. Binda   | s.t.     |